# Tárnokréti
Tárnokréti (1898 előtt: Réti, németül: Rittern) község Győr-Moson-Sopron vármegyében, a Csornai járásban.

## Fekvése
Magyarország északnyugati részén, a Hanság szélén, a Tóközben, a Rábca mellett helyezkedik el. Csak közúton érhető el, Lébény vagy Rábcakapi érintésével, a 8528-as úton.

## Története
A település környéke már a római időkben is lakott hely lehetett. Határán vezet keresztül az egykori római hadiút.
Területe egykor győri és mosoni várföld volt, ahol a vár szolgái éltek. Nevét 1210-ben említették először II. András király adományozó levelében; melyben Poth nádornak 2 ekényi földet adományozott. Réthit 1212-ben a Győri várhoz tartozó várjobbágysági falunak írták, mely a győri vár és királyi tárnokok földje volt. 1251-ben Móric mester (comes) nyitrai főispán birtokaként volt említve, aki ekkor Réti majorságát a Mórichidai Premontrei Prépostságnak ajándékozta a Kapi földekkel együtt, és az ajándékozásba fia is beleegyezett. 1372-ben már a Pokyak is birtokosok voltak itt. 1472-ben nevét possessio Rethy alakban említették az oklevelekben. 1544-ben Ostffy Lászlónak is voltak itt birtokai a Pokyak mellett.
1609. évi összeírás szerint ez a két család szerepelt. De 1610-ben már Gyapay György is birtokos volt itt, aki egy előkelő Győr vármegyei család tagja és felesége Czakó Elízia által örökölte Cakóházát. 1613-ban már Zánthó István is. 1677-ben pedig már több birtokosa ismert név szerint, így Gyapay Miklós, Csáfordi Nagy György és Izdenczy János. 1790 körül Eöry István és Kelemen István volt az örököse, de a Syey családnak is volt itt részbirtoka.
Pörösföld nevű dűlője egy régi pernek az emlékét tartja fenn, mely Réti és Sövényháza községek között e dűlőrész hovátartozandósága fölött támadt. 1819-ben az egész község leégett. Ágostoni hitvallású temploma 1785-ben épült. 
1898-ban a falu neve Tárnokréti lett és a tósziget-csilizközi járáshoz tartozott. 1975-ben a települést Bősárkányhoz csatolták, 1990-ben lett ismét önálló közigazgatásilag.

## Közélete

### Polgármesterei
| Időszak   | Polgármester           | Párt      | Megjegyzés                         |
| --------- | ---------------------- | --------- | ---------------------------------- |
| 1990–1994 | Wimmer Lóránt          | független |                                    |
| 1994–1998 | Jerger Frigyesné       | független |                                    |
| 1998–2002 | Jerger Frigyesné       | független |                                    |
| 2002–2006 | Jerger Frigyesné       | független |                                    |
| 2006–2010 | Jankovits Ferencné     | független |                                    |
| 2010–2012 | Jankovits Ferencné     | független | hivataláról lemondott              |
| 2012–2014 | Molnárné Boros Katalin | független | Időközi választás 2012. október 7. |
| 2014–2019 | Molnárné Boros Katalin | független |                                    |
| 2019–2024 | Molnárné Boros Katalin | független |                                    |
| 2024–     | Molnárné Boros Katalin | független |                                    |

## Népesség
A település népességének változása:
| Lakosok száma | 192  | 187  | 175  | 157  | 193  | 179  | 179  |
|               | 2013 | 2014 | 2015 | 2021 | 2022 | 2023 | 2024 |

A 2011-es népszámlálás során a lakosok 90,7%-a magyarnak, 1,5% cigánynak, 2,1% németnek, 0,5% szlováknak mondta magát (9,3% nem nyilatkozott; a kettős identitások miatt a végösszeg nagyobb lehet 100%-nál). A vallási megoszlás a következő volt: római katolikus 16,5%, református 1%, evangélikus 57,7%, felekezeten kívüli 9,8% (14,9% nem nyilatkozott).
2022-ben a lakosság 90,2%-a vallotta magát magyarnak, 5,2% németnek, 0,5% ukránnak, 0,5% cigánynak, 2,6% egyéb, nem hazai nemzetiségűnek (5,2% nem nyilatkozott; a kettős identitások miatt a végösszeg nagyobb lehet 100%-nál). Vallásuk szerint 35,2% volt evangélikus, 15,5% római katolikus, 1,6% református, 0,5% görög katolikus, 1% egyéb katolikus, 11,4% felekezeten kívüli (34,7% nem válaszolt).

## Neves szülöttei
- Edvi Illés Pál (1793-1871) evangélikus lelkész, költő, a Magyar Tudományos Akadémia levelező tagja.
- Edvi Illés László (1813-1877) orvos, író.

## Látnivalók
- Evangélikus templom